# Бероальд де Вервиль
Франсуа Бероа́льд де Верви́ль (фр. François Béroalde de Verville; 27 апреля 1556 — между 19 и 26 октября 1626) — французский писатель конца XVI — начала XVII века.

## Биография
Отец Франсуа Бероальда де Вервиля — гуманист, приверженец кальвинизма Матьё Бероальд (Бруар), основал в Париже коллеж (среди его учеников был Агриппа д'Обинье); мать Франсуа, Мари Блетц, была племянницей гебраиста Франсуа Ватабля.
После Варфоломеевской ночи, в 1573—1578 годах, Бероальд де Вервиль перебрался в Швейцарию, получил медицинское образование в Базеле (где познакомился с трудами Парацельса) и Женеве; занимался алхимией.

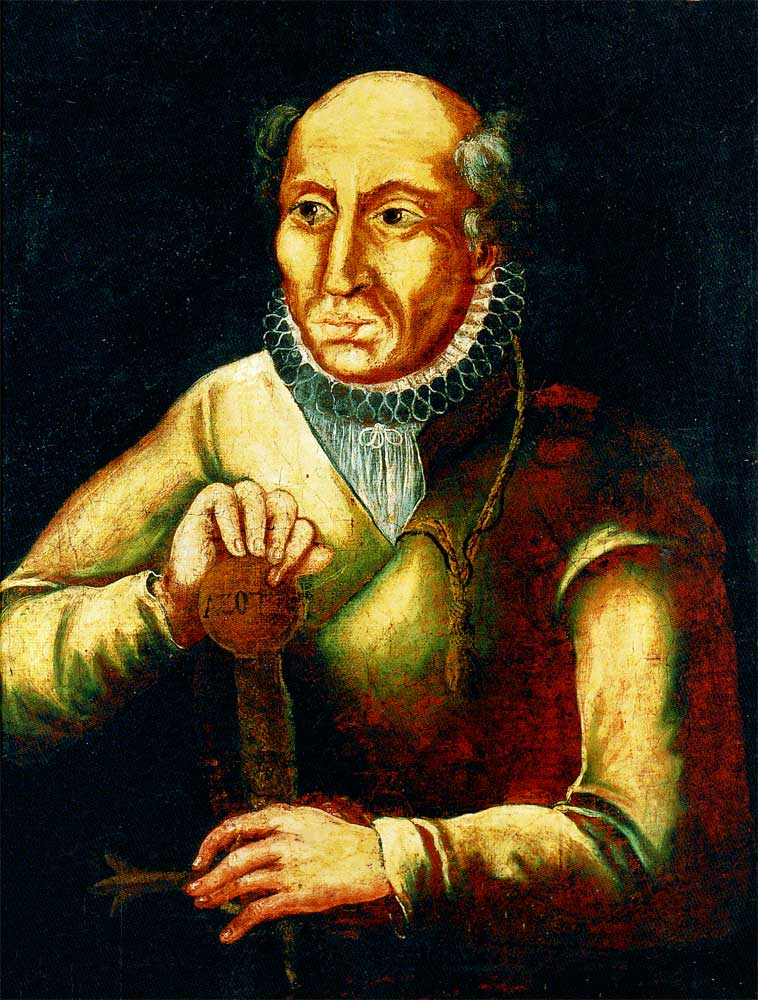
Парацельс. Работа неизвестного художника. 1540.

По всей видимости, с 1583 года Бероальд-младший обосновался в Париже; около 1586 года отрекся от кальвинизма. В 1589 году последовал за Генрихом III, в ходе войн Лиги бежавшем из Парижа в г. Тур. Здесь Бероальд провел остаток жизни. В 1593 году назначен каноником собора Св. Гатиана.
Бальзак в предисловии к «Озорным рассказам» называет в числе знаменитых жителей Турени Рабле и Бероальда де Вервиля.

## Le Moyen de Parvenir
Обширная культурная традиция эпохи Возрождения подытожена в наиболее известном сочинении Бероальда де Вервиля — фр. Le Moyen de Parvenir (опубликовано анонимно около 1616; вопрос об атрибуции книги Бероальду долгое время являлся предметом дискуссий, хотя сам писатель косвенно подтвердил своё авторство в другом сочинении — «Дворец Любопытных»). На русский язык название книги переводится по-разному («Способ выйти в люди» или «Способ добиться успеха»). Книга, свидетельствующая о высоком уровне образованности Бероальда, представляет собой роман-диалог, наследующий традиции менипповой сатиры, а также во многом напоминающий по стилю сочинения Франсуа Рабле. Согласно экстравагантной версии известного библиофила XIX века П. Жакоба, Бероальд обнаружил в библиотеке своего отца неизвестную рукопись Рабле, доработал и насытил учёностью — так-де родился на свет «Le Moyen de Parvenir». 
.

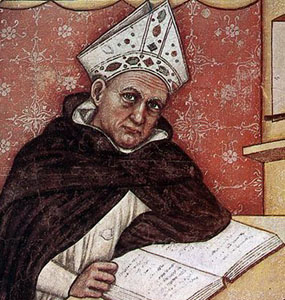
Томмазо да Модена. Альберт Великий. Фреска. 1342. Богослов и алхимик Альберт Великий — один из многочисленных персонажей Le Moyen de Parvenir.

Участники воображаемого вселенского пира — их в общей сложности около 400 (в том числе такие знаменитые, как Гомер, Платон, Аристотель, Архимед, Тит Ливий, Плутарх, Петрарка, Эразм Роттердамский, Ронсар, Лютер, тот же Рабле…) — беседуют на самые различные темы, обмениваются солёными репликами и новеллами (обычно позаимствованными из повествовательного фонда Возрождения, причём с акцентом на эротике и скатологии). Автор, выступающий под несколькими масками, ведёт постоянную игру с читателем; в итоге решение вынесенного в название книги вопроса оборачивается шуткой.
В свете алхимических увлечений автора можно было бы перевести это название и как «Способ успешно завершить Великое Делание»; в этом случае финал прочитывается как прощание с алхимическим прошлым Бероальда де Вервиля

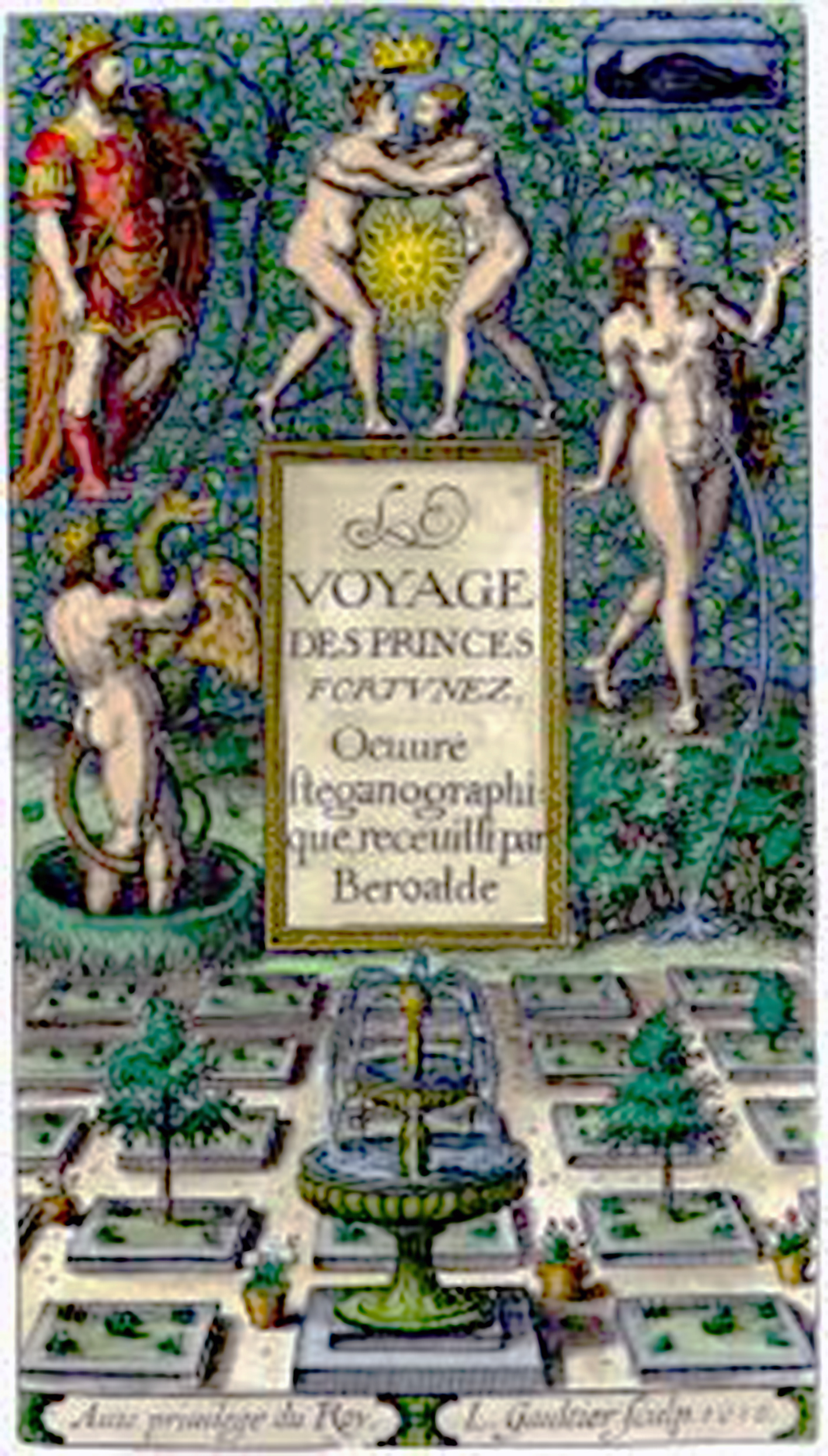
Насыщенный алхимической символикой фронтиспис первого издания романа Бероальда де Вервиля «Путешествие удачливых принцев». 1610.

## Другие сочинения

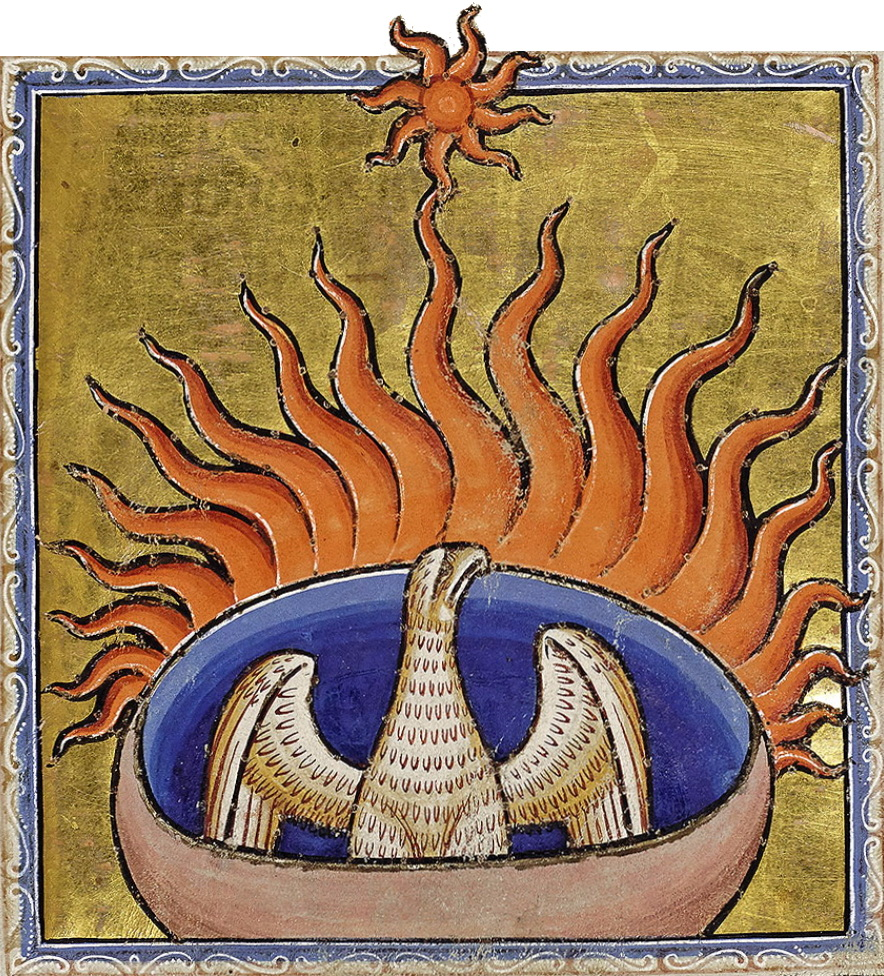
Птица Феникс. Из «Абердинского бестиария». XII в. Этот алхимический символ неоднократно встречается в творчестве Бероальда де Вервиля.

Среди других сочинений Бероальда де Вервиля: поэмы «Необходимые познания» (фр. Les Connoissances necessaires, 1583), «Идея Государства» (фр. L'Idée de la République, написана под влиянием Жана Бодена,1583), «Повесть о червях, прядущих шёлк» (фр. L'Histoire des vers qui filent la soye, интересный образец естественнонаучной поэмы о шелкопряде, 1600); новая редакция выпущенного в 1546 году французского перевода «Гипнэротомахии Полифила» Франческо Колонна (под названием «Обозрение великолепных изобретений» фр. Le Tableau des riches inventions, 1600). Если в романе «Любовные приключения Гесионы, или Восстановление Трои» (фр. Les Amours d'Aesionne, ou le Retablissement de Troie, 1597) аллюзия на дочь троянского царя носит сугубо игровой характер, то роман «Орлеанская девственница» (фр. La Pucelle d'Orléans, 1599) содержит сильно мифологизированную версию судьбы Жанны Д’Арк, а «История Иродиады» (фр. Histoire d'Hérodias, 1600) завершается принесением в блюде головы Иоанна Крестителя.

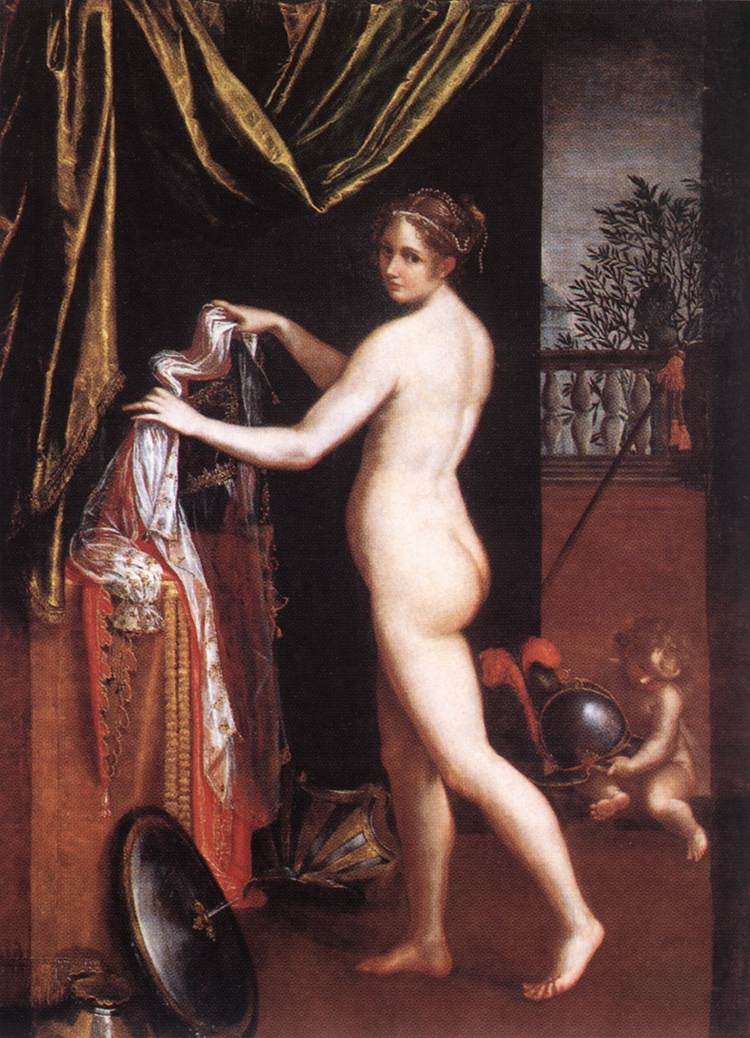
Л. Фонтана. Одевание Минервы. 1613. Галерея Боргезе, Рим. Это выдержанное в духе маньеризма изображение Минервы перекликается с тем образом светской дамы, в котором богиня предстаёт у Бероальда де Вервиля.

Исключительной популярностью пользовался предваряющий повествовательные структуры прозы барокко роман Бероальда де Вервиля «Приключения Флориды» (фр. Les Aventures de Floride,1593-1596). Пятая часть романа — «Кабинет Минервы» (фр. Le Cabinet de Minerve,1596) — носит совершенно самостоятельный характер и тесно связана с эстетикой маньеризма . 
Наиболее значительными из прозаических произведений Бероальда де Вервиля являются насыщенный алхимической символикой аллегорический роман «Путешествие удачливых принцев» (фр. Le Voyage des Princes Fortunez,1610) и роман-эссе в духе Мишеля Монтеня «Дворец Любопытных» (фр. Le Palais des Curieux,1612). По мнению современного канадского исследователя К. Ганьона, именно Бероальда следует считать истинным автором традиционно приписываемой Никола Фламелю «Книги иероглифических фигур» (фр. Livre des figures hiéroglyphiques, опубл.1612).

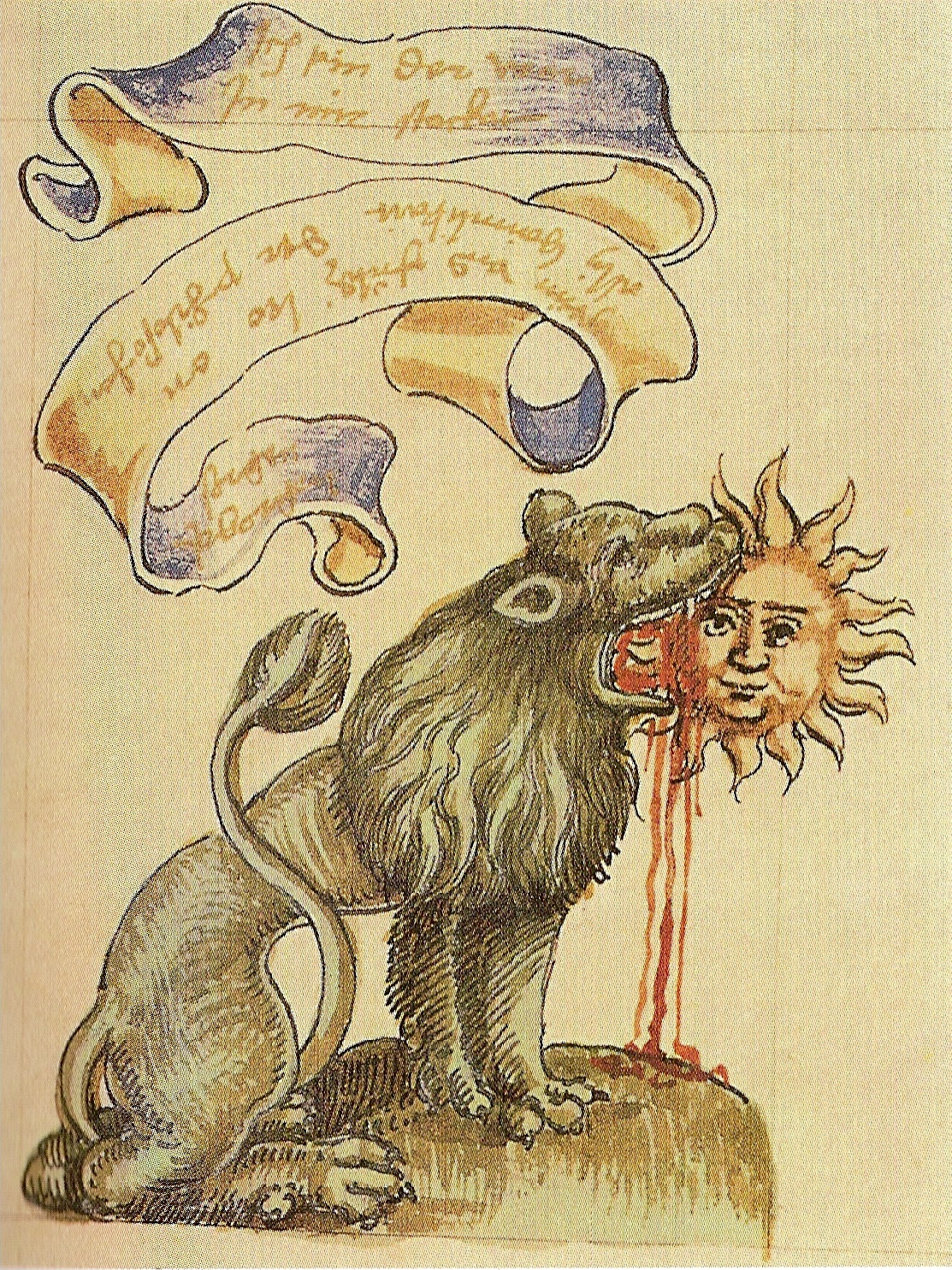
Зелёный Лев. Алхимический символ Меркурия, основного компонента Великого Делания. Из книги «Розарий философов». Франкфурт, 1550. Упоминается в романе «Приключения Флориды».